# Мёнау
Мёнау или Манёв (нем. Mönau; в.-луж. Manjowо файле) — деревня в Верхней Лужице, Германия. Входит в состав коммуны Боксберг района Гёрлиц в земле Саксония. Подчиняется административному округу Дрезден.

## География
Находится в южной части района Лужицких озёр среди обширного лесного массива и многочисленных искусственных рыбоводческих прудов. Вместе с соседней деревней Рудей находится на территории биосферного заповедника «Пустоши и озёра Верхней Лужицы». Через деревню проходит автомобильная дорога К 8473.
Соседние населённые пункты: на севере — деревня Дельни-Вуезд, на юго-востоке — деревня Лескей и на западе — деревня Рудей.

## История
Впервые упоминается в 1394 году под наименованием Maynaw.
До 1938 года входила в коммуну Мёнау-Рауден, с 1938 по 1994 года — в коммуну Рауден, с 1994 по 2007 года — в коммуну Ухист. С 2007 года входит в состав современной коммуны Боксберг.
В настоящее время деревня входит в состав культурно-территориальной автономии «Лужицкая поселенческая область», на территории которой действуют законодательные акты земель Саксонии и Бранденбурга, содействующие сохранению лужицких языков и культуры лужичан.
Исторические немецкие наименования.
- Maynaw, 1394
- Manow, 1394
- Meynaw, 1411
- Mahney, 1630
- Manuije, 1658
- Mönau, 1732
- Manua, 1768
- Manoa, Manua, Manoah, Mönau, 1819

## Население
Официальным языком в населённом пункте, помимо немецкого, является также верхнелужицкий язык.
Согласно статистическому сочинению «Dodawki k statisticy a etnografiji łužickich Serbow» Арношта Муки в 1884 году в деревне проживало 139 человек (из них —132 серболужичанина (95 %)).
Лужицкий демограф Арношт Черник в своём сочинении «Die Entwicklung der sorbischen Bevölkerung» указывает, что в 1956 году при общей численности в 334 человека серболужицкое население деревни составляло 82 % (из них верхнелужицким языком владело 196 взрослых и 78 несовершеннолетних).
| 1825 | 1871 | 1885 | 1905 | 1925 | 1939 | 1946 | 1950 | 1964 | 1990 | 2011 |
| ---- | ---- | ---- | ---- | ---- | ---- | ---- | ---- | ---- | ---- | ---- |
| 112  | 201  | 140  | 133  | 126  | 318  | 304  | 314  | 310  | 246  | 102  |